# Liste der Kulturdenkmale in Brühl (Baden)
In der Liste der Kulturdenkmale in Brühl sind Bau- und Kunstdenkmale der Gemeinde Brühl verzeichnet, die im „Verzeichnis der unbeweglichen Bau- und Kunstdenkmale und der zu prüfenden Objekte“ des Landesamts für Denkmalpflege Baden-Württemberg verzeichnet sind. Dieses Verzeichnis ist nicht öffentlich und kann nur bei „berechtigtem Interesse“ eingesehen werden. Die folgende Liste ist daher nicht vollständig.

## Allgemein
- Bild: Zeigt ein ausgewähltes Bild aus Commons, „Weitere Bilder“ verweist auf die Bilder im Medienarchiv Wikimedia Commons.
- Bezeichnung: Nennt den Namen, die Bezeichnung oder die Art des Kulturdenkmals.
- Lage: Straßenname und Hausnummer oder Flurstücknummer des Kulturdenkmals, gegebenenfalls auch den Ortsteil. Die Grundsortierung der Liste erfolgt nach dieser Adresse. Der Link (Karte) führt zu verschiedenen Kartendiensten mit der Position des Kulturdenkmals. Fehlt dieser Link, wurden die Koordinaten noch nicht eingetragen. Sind diese bekannt, können sie über ein Tool mit einer Kartenansicht einfach nachgetragen werden. In dieser Kartenansicht sind Kulturdenkmale ohne Koordinaten mit einem roten bzw. orangen Marker dargestellt und können durch Verschieben auf die richtige Position in der Karte mit Koordinaten versehen werden. Kulturdenkmale ohne Bild sind an einem blauen bzw. roten Marker erkennbar.
- Datierung: Baubeginn, Fertigstellung, Datum der Erstnennung oder grobe zeitliche Einordnung entsprechend des Eintrags in der zuständigen Denkmaldatenbank (Landesamt für Denkmalpflege Baden-Württemberg).
- Beschreibung: Kurzcharakteristik des Kulturdenkmals.

## Kulturdenkmale der Gemeinde Brühl
| Bild           | Bezeichnung                       | Lage                                                     | Datierung | Beschreibung | ID |
| -------------- | --------------------------------- | -------------------------------------------------------- | --------- | --- | -- |
|                | Wohnhaus                          | Bahnhofstraße 7 (Flst.Nr. 0-381/21) (Karte)              | 1907      | Wohnhaus, eineinhalbgeschossiger, traufseitiger Massivbau, reiche Neurenaissancegliederung, datiert 1907 | BW |
| Weitere Bilder | Kath. Pfarrkirche Hl. Schutzengel | Hauptstraße 21 (Flst.Nr. 0-55) (Karte)                   | 1894–97   | Kath. Pfarrkirche Hl. Schutzengel, dreischiffige neugotische Hallenkirche in Backstein mit Sandsteingliederung, nach Plänen des Erzbischöflichen Bauamtes 1894–97 errichtet, 1899 dem hl. Schutzengel geweiht, neugotische Innenausstattung, bemalte gefelderte Holzdecke, am östlichen und westlichen Grundstücksende ehemals zwei Vorgängerbauten.                            |    |
|                | Altes Schulhaus                   | Hauptstraße 23 (FlstNr. 0-56) (Karte)                    | 1884      | Altes Schulhaus, zweigeschossiger Massivbau, mit Backstein verblendet und rotem Sandstein gegliedert, in barocken Formen des historisierenden Stils gestaltet, 1884 erbaut | BW |
|                | Evang. Pfarrhaus                  | Heiligenhagweg, Kirchenstraße (Flst.Nr. 0-463/1) (Karte) | 1912      | Evang. Pfarrhaus, zweigeschossiger blockhafter Klinkerbau mit genuteten Lisenen und Altanbau, Walmdach mit Lukarnen und geschwungener Gaube, nach Plänen von Döring, ev. Kirchenbauamt, 1912 errichtet. | BW |
|                | Villa Merkel                      | Kirchenstraße 13a (Flst.Nr. 0-468/5) (Karte)             | um 1900   | Villa Merkel, zweigeschossiger, ehemaliger Klinkerbau, seit ca. 1990 verputztes Wohnhaus unter Mansarddach, um 1900 in den Formen des Neubarock und Jugendstil auf dem Firmengelände der Ziegelei Merkel erbaut, Garten- und Grundstückseinfriedung mit Sockel und eisernem Zaun (ehem. Sachgesamtheit mit der Ziegelei Merkel, Im Merkelgrund/Kirchenstr. 11, abgegangen 2016) | BW |